# Theodoriana Hallerbach
Theodoriana Hallerbach SSpS (* 21. Oktober 1898 in Sterkrade; † 27. Februar 1944 in Koja, Papua-Neuguinea) war eine deutsche Steyler Missionsschwester und Märtyrin.

## Leben
Maria Hallerbach, jüngstes von 3 Kindern, verlor mit 7 Jahren den Vater. Am 7. September 1926 trat sie im Alter von 27 Jahren in Steyl in das Missionshaus der Steyler Missionsschwestern ein und begann am 9. Juni 1927 das Noviziat unter dem Ordensnamen Theodoriana (Variante von Theodora). Am 8. Juni 1929 legte sie ihre Zeitlichen Gelübde ab. Vom 30. September 1929 bis zum 8. Januar 1930 reiste sie mit anderen nach Alexishafen in die Papua-Neuguinea-Mission, wo sie am 4. Oktober 1934 die Ewige Profess ablegte. Sie wirkte in Küche und Waschhaus, zuerst in Alexishafen, dann in Ulingan.
Nach der Besetzung Neuguineas durch die japanischen Invasionstruppen 1942 wurde sie zusammen mit Bischof Franziskus Wolf und zahlreichen Mitbrüdern und Missionsschwestern in einem Sammellager auf Manam interniert, wo sie an Unterernährung litten und an Malaria erkrankten. Am 5. Februar gingen sie unter Protest auf das japanische Transportschiff Yorishime Maru, das am 6. Februar nachts von der amerikanischen Luftwaffe angegriffen wurde. Es starben 46 Menschen, darunter, nach 21 Leidenstagen, Theodoriana Hallerbach. Eine Gedenkstätte befindet sich in Alexishafen.

## Gedenken
Die Römisch-katholische Kirche in Deutschland hat Schwester Theodoriana Hallerbach als Märtyrin in das deutsche Martyrologium des 20. Jahrhunderts aufgenommen.